# Enfield, Illinois
Enfield är en ort i White County i delstaten Illinois, USA.